# جایزه دیراک

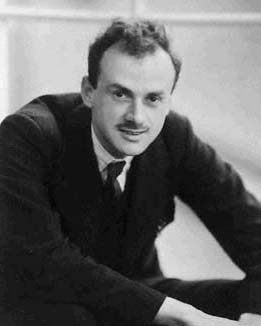
پل دیراک در سال 1933

جایزه دیراک (انگلیسی: Dirac Prize) نام چهار جایزه برجسته در رشته فیزیک نظری، شیمی محاسباتی، و ریاضیات است که توسط سازمان‌های مختلف، به افتخار پروفسور پل دیراک، فیزیکدان و ریاضیدان بریتانیایی و از پایه‌ریزان مکانیک کوانتومی، اعطا می‌شود.
مدال دیراک در بین جامعه علمی پس از جایزه نوبل به عنوان ارزشمندترین نشان علمی در رشته فیزیک شناخته می‌شود.

## مدال دیراک دانشگاه نیو ساوت ولز
نخستین جایزه از چهار مدال دیراک به فیزیک تئوری تعلق داشته است که توسط دانشگاه نیو ساوت ولز، سیدنی، استرالیا، به‌طور مشترک با انستیتو فیزیک استرالیا اعطا می‌گردد. دیراک در سال ۱۹۷۵ پنج سخنرانی در دانشگاه نیو ساوت ولز انجام داد که متن این سخنرانی‌ها متعاقبا در قالب یک کتاب تحت عنوان "Directions of Physics" به چاپ رسید(Wiley, 1978 – H. Hora and J. Shepanski, eds.).
سپس دیراک امتیاز سخنرانی و مدال را به دانشگاه اعطا کرد. مدال دیراک شامل مدالی از جنس نقره وجه جایزه است. مدال دیراک برای نخستین بار در سال ۱۹۷۹ به هانس اولاف گوستاو آلف‌ون اعطا شد.

### دریافت‌کنندگان
- ۱۹۷۹ هانس اولوف گوستا آلفون
- ۱۹۸۱ جان کلایو وارد
- ۱۹۸۳ نیکولاس بلومبرگر
- ۱۹۸۵ دیوید پاینس
- ۱۹۸۷ رابرت هافستاتر
- ۱۹۸۸ کلاوس فون کلیتسینگ
- ۱۹۸۹ کارلو روبیا و کنت ویلسن
- ۱۹۹۰ نورمن فاستر رمزی
- ۱۹۹۱ هربرت هاپتمن
- ۱۹۹۲ ولفگانگ پل
- ۱۹۹۶ w:en:Edwin Salpeter
- ۲۰۰۲ هاینریش هرا
- ۲۰۰۳ ادوارد شوریاک
- ۲۰۰۴ یوزف خریپلوویچ
- ۲۰۰۶ راجر پنروز
- ۲۰۰۸ هارالد نیچ
- ۲۰۱۰ ای سی جورج سودارشان[۱]
- ۲۰۱۱ رابرت می، بارون می آکسفورد[۲]
- ۲۰۱۲ برایان اشمیت

## مدال دیراک ICTP
مدال دیراک ICTP هر ساله توسط مرکز بین‌المللی فیزیک نظری عبدالسلام (ICTP) به افتخار پل دیراک داده می‌شود. جایزه، هر ساله در روز ۱۶ اَمرداد (روز تولد دیراک) داده می‌شود، اولین جایزه در سال ۱۹۸۵ اعطا شد.
کمیته‌ برگزاری نامزدها را از میان دانشمندان برجسته بین‌المللی در رشته‌های فیزیک نظری یا ریاضیات انتخاب می‌کند، مدال دیراک ICTP به برندگان جایزه نوبل، مدال فیلدز، یا جایزه ولف اعطاء نمی‌گردد.
مدال‌آوران همچنین یک جایزه ۵٬۰۰۰ دلاری نیز دریافت می‌کنند. دکتر کامران وفا فیزیک‌پیشه ایرانی در سال ۲۰۰۸ نایل به دریافت این جایزه شد.

### دریافت‌کنندگان
- ۱۹۸۵ ادوارد ویتن، یاکوف زلدوویچ
- ۱۹۸۶ الکساندر مارکوویچ پولیاکوف، یوایچیرو نامبو
- ۱۹۸۷ برونوو زومینو، برایس دویت
- ۱۹۸۸ دیوید گراس، افیم فرادکین
- ۱۹۸۹ جان هنری شوارز، مایکل گرین
- ۱۹۹۰ لودویگ فاددیف، سیدنی کلمن
- ۱۹۹۱ جفری گلداستون، استنلی ماندلشتام
- ۱۹۹۲ نیکولای بوگولیوبوف، یعکوو گ. سینایی
- ۱۹۹۳ دنیل فریدمن، پیتر وان نیوونهویزن، سرجیو فرارا
- ۱۹۹۴ فرانک ویلچک
- ۱۹۹۵ مایکل بری
- ۱۹۹۶ مارتینیوس ولتمن، تولیو رجه
- ۱۹۹۷ دیوید آلیو، پیتر گدارد
- ۱۹۹۸ w:en:Roman Jackiw، استفان ال. آلدر
- ۱۹۹۹ جیورجیو پاریسی
- ۲۰۰۰ هلن کوئین، هاوارد گئورگی، ژوگش پتی
- ۲۰۰۱ جان هاپفیلد
- ۲۰۰۲ الن گوت، آندری لیندا، پائول استینهاردت
- ۲۰۰۳ رابرت کرایچنان، ولادیمیر ای. زاخاروف
- ۲۰۰۴ کورتیس کالان، جیمز بجورکن
- ۲۰۰۵ پاتریک ای. لی، سام ادواردز
- ۲۰۰۶ پیتر تسولر
- ۲۰۰۷ لوچانو مایانی، ژان ایلیوپولوس
- ۲۰۰۸ جوزف پلچینسکی، خوان مارتین مالداسنا، کامران وفا
- ۲۰۰۹ روبرتو کار، میشل پارینلو
- ۲۰۱۰ نیکولا کابیبو، ای سی جورج سودارشان
- ۲۰۱۱ ادوارد برزن، جان کاردی، الکساندر زومولودچیکوف
- ۲۰۱۲ دانکن هالدین، چارلز کین، شوچنگ ژانگ
- ۲۰۱۳ توماس والتر بنرمن کیبل، جیم پبلز، مارتین ریس[۳]
- ۲۰۱۴ آشوک سان، اندرو استرومینگر، جابریله ونتزیانو[۴]

## مدال دیراک IOP
مدال دیراک IOP مدالی است از طلا که سالیانه توسط انستیتو فیزیک (جامعه فیزیکدانان بریتانیا و ایرلند) برای "سهم برجسته در فیزیک نظری (شامل ریاضیاتی و محاسباتی)" اعطاء می‌شود. جایزه IOP، شامل یک مدال و یک جایزه £۱۰۰۰ پوندی است و پس از تصویب در سال ۱۹۸۵برای نخستی بار در  ۱۹۸۷ اعطا شد.

### دریافت‌کنندگان
- ۱۹۸۷ استیون هاوکینگ
- ۱۹۸۸ جان استوآرت بل
- ۱۹۸۹ راجر پنروز
- ۱۹۹۰ مایکل بری
- ۱۹۹۱ رودولف پیرلز
- ۱۹۹۲ آنتونی جیمز لگت
- ۱۹۹۳ دیوید جی تولس
- ۱۹۹۴ فولکر هاینه
- ۱۹۹۵ دنیل والس
- ۱۹۹۶ جان پندرای
- ۱۹۹۷ پیتر هیگز
- ۱۹۹۸ دیوید دویچ
- ۱۹۹۹ یان پرسیوال
- ۲۰۰۰ جان کاردی
- ۲۰۰۱ برایان ریدلی
- ۲۰۰۲ جان هنی
- ۲۰۰۳ کریس هال
- ۲۰۰۴ مایکل گرین
- ۲۰۰۵ جان الیس
- ۲۰۰۶ مایک گیلن
- ۲۰۰۷ دیوید شرینگتن
- ۲۰۰۸ برایان وبر
- ۲۰۰۹ مایکل کتس
- ۲۰۱۰ جیمز بینی
- ۲۰۱۱ کریستوفر ایشام
- ۲۰۱۲ گراهام گارلند راس[۵]
- ۲۰۱۳ استیون ام. بارنت
- ۲۰۱۴ تیم پالمر[۶]

## مدال دیراک WATOC
مدال دیراک WATOC هر ساله توسط انجمن جهانی شیمی‌پیشگان تئوری و محاسباتی «برای شیمی‌دان برجسته جهانی در رده زیر ۴۰ سال» اعطا می‌شود. نخستین جایزه در سال ۱۹۹۸ اعطا شده‌است.

### دریافت‌کنندگان
- ۱۹۹۸ تیموتی جی. لی
- ۱۹۹۹ پیتر ام. دابلیو. گیل
- ۲۰۰۰ w:en:Jiali Gao
- ۲۰۰۱ w:en:Martin Kaupp
- ۲۰۰۲ یرژی کیوسلووسکی
- ۲۰۰۳ w:en:Peter Schreiner
- ۲۰۰۴ ژان مارتین
- ۲۰۰۵ اور
- ۲۰۰۶ Lucas Visscher
- ۲۰۰۷ آنا کریلوف
- ۲۰۰۸ کنث رود
- ۲۰۰۹ جرمی هاروی
- ۲۰۱۰ دنیل کرافورد
- ۲۰۱۱ لتیسیا گونزالس
- ۲۰۱۲ پل آیرز
- ۲۰۱۳ فیلیپ فورچ
- ۲۰۱۴ دنیس یواخیم
- ۲۰۱۵ ادوارد والیوف[۷]